# Plieningen (okręg administracyjny Stuttgartu)
Plieningen, Stuttgart-Plieningen – okręg administracyjny (Stadtbezirk) w Stuttgarcie, w kraju związkowym Badenia-Wirtembergia. Liczy 12 512 mieszkańców (31 grudnia 2011) i ma powierzchnię 13,07 km².